# Supercopa de la República Dominicana
La Supercopa de la República Dominicana es una competición oficial de fútbol organizada por la Federación Dominicana de Fútbol, disputada a partir de 2020 y que enfrenta a los campeones de la Liga Dominicana de Fútbol y la Copa de la República Dominicana de la temporada anterior.

## Historia
La Supercopa sirve como calentamiento de apertura  a la temporada de la LDF y enfrenta a los mejores equipos de la temporada anterior. El evento busca incentivar la competitividad de la Liga Dominicana de Fútbol, a la vez de reconocer los equipos con mejores clasificados en los campeonatos de liga y copa de la temporada anterior. El Campeón es considerado el Súper Campeón de República Dominicana. 
Su edición inaugural fue en el 2020. El primer campeón de la Supercopa fue el Club Atlético Pantoja, el cual venció en la final al Cibao Fútbol Club.

## Palmarés
| Temporada | Campeón    | Resultado | Subcampeón |
| --------- | ---------- | --------- | ---------- |
| 2020      | CA Pantoja | 1:0       | Cibao FC   |
| 2025-26   |            | :         |            |

### Títulos por equipo
| Equipo     | Títulos | Subtítulos | Años campeón | Años subcampeón |
| ---------- | ------- | ---------- | ------------ | --------------- |
| CA Pantoja | 1       | 0          | 2020         |                 |
| Cibao FC   | 0       | 1          |              | 2020            |